# ام‌اف دوبروونیک
ام‌اف دوبروونیک (به انگلیسی: MF Dubrovnik) یک کشتی است که طول آن ۱۲۲٫۳۶ متر (۴۰۱ فوت ۵ اینچ) می‌باشد.